# Îles Mercure
Les îles Mercure sont un archipel néo-zélandais, au large de la péninsule de Coromandel.

## Description générale
Ahuahu ou Great Mercury, la plus grande des sept îles Mercury, est située à moins de 13 km de la péninsule de Coromandel. Les hapū (sous-tribus) Ngāti Hei et Ngāti Huarere sont directement issus des colons polynésiens du XIIIe siècle qui se sont installés sur la côte est de la péninsule de Coromandel. Selon la tradition, Ahuahu a été visitée par les pirogues Te Arawa, Tainui, Horouta et Paikea, ce qui témoigne de son peuplement ancien et de sa position privilégiée en tant que point d'arrêt pour les déplacements le long de la côte est de la péninsule.
Les récits européens et maoris locaux décrivent Ahuahu et d'autres îles de la région comme étant occupées pendant les mois de printemps et d'automne pour la plantation et la récolte des cultures par des communautés qui, autrement, auraient vécu sur le continent. Dans les années 1860, Cameron Buchanan, dont le père avait loué Ahuahu à la Couronne britannique en 1859, a décrit de petits groupes de Māori se rendant sur l'île depuis le continent (péninsule de Kūaotunu) pour collecter des moutons, des hapuka, des écrevisses, des requins et des raies. Ils construisaient des maisons temporaires et y restaient quelques jours ou quelques semaines avant de retourner sur le continent. Ces récits décrivent la facilité d'accès à Ahuahu depuis le continent, l'océan étant davantage considéré comme un moyen de transport que comme un obstacle à la mobilité. Dans ces récits, il y a peu de preuves historiques de l'occupation de l'île tout au long de l'année.

## Géographie et géologie
L'île elle-même est vallonnée, avec des côtes rocheuses et des falaises couvrant une grande partie du littoral. Ahuahu fait partie de la zone volcanique de Coromandel, formée par l'activité volcanique entre 20 et 1,5 millions d'années. Les andésites du groupe de Coromandel constituent le substrat volcanique le plus ancien de l'île et dominent la moitié nord. La moitié sud d'Ahuahu est constituée de dômes et de coulées rhyolitiques du groupe de Whitianga avec des dépôts de téphras pyroclastiques. Des pyroclastiques de rhyolite et d'ignimbrite non consolidés (provenant des zones volcaniques de Coromandel ou de Taupo) recouvrent les andésites septentrionales plus anciennes, sous forme de cendres volcaniques, de lapilli d'éboulement et de pierre ponce, avec des dépôts pouvant atteindre 50 cm d'épaisseur . Les andésites mercurielles, situées au nord et à l'ouest de Huruhi Harbour, sont les substrats volcaniques les plus jeunes d'Ahuahu.
Le dépôt de tombolo de sable qui relie les régions nord et sud est constitué de sédiments récents déposés il y a 6500 ans. La fertilité relative de ces substrats géologiques n'est pas bien étudiée, mais il est clair que la moitié sud de l'île est principalement constituée d'argiles altérées dérivées des substrats rhyolitiques sous-jacents et est moins fertile que les sols du nord. Dans le nord, il semble que la fertilité du sol varie entre les andésites plus anciennes et les lapilli et ponce des chutes d'air, les premières étant plus productives.

## Climat
Ahuahu bénéficie d'un microclimat dans la région de Coromandel, sans gelées et avec des températures presque invariablement supérieures de quelques degrés à celles du continent. Les précipitations sont irrégulières tout au long de l'année, car la région se trouve dans l'ombre pluviométrique du continent, avec une moyenne annuelle de ∼1020-1140 mm. Les étés secs, avec 50 à 100 mm de pluie par mois d'octobre à mars, sont compensés par une forte humidité atmosphérique et des précipitations de rosée, qui maintiennent l'humidité du sol.
Le climat chaud de l'île et la faible variabilité saisonnière de l'humidité suggère que deux saisons de plantation étaient possibles chaque année. La première est supposée être la saison normale de plantation, d'octobre à avril, et la saison hivernale supplémentaire, d'avril à septembre.

## Archéologie
Les recherches archéologiques sur Ahuahu ont commencé dans les années 1950 sous la direction de Golson. Dans les années 1980 Furey a analysé ces données en relation avec le matériel archéologique de la côte est de la péninsule de Coromandel. À peu près à la même époque, Irwin a fouillé Waipirau Pā sur un promontoire qui fait saillie du côté ouest du port de Huruhi.
Plus récemment, Furey et al. ainsi que Phillipps et al. ont résumé leurs activités de terrain de 2012 à 2014, et McIvor présente les résultats avec un LIDAR terrestre à Matakawau Pā. Davies et Ladefoged documentent les fouilles d'un jardin pré-européen, qui ont montré une diversification à la fois des techniques d'infrastructure et des espèces cultivées dans une petite zone relativement restreinte.
Les alignements de pierres et les terrasses excavées par Davies et Ladefoged sur le tombolo central d'Ahuahu suggèrent une limitation de l'érosion et une délimitation des parcelles. Des éléments en pierre similaires ailleurs en Nouvelle-Zélande peuvent avoir diverses fonctions, comme marquer les limites, retenir la chaleur ou défricher des parcelles,, tandis que les tranchées de pente peuvent servir de marqueurs ou de drains,. Sur Ahuahu, ces caractéristiques ont été identifiées à Tamewhera, Otukaroa et Ngaruru.
La présence de fosses de stockage sur Ahuahu indique une habitation tout au long de l'année, servant de dépôt pour les tubercules et les graines tout en atténuant les fluctuations de température (Davidson et al. 2007 ; Burtenshaw et al. 2009). Leur distribution suggère une sédentarité pendant les mois d'hiver. Les caractéristiques résidentielles et de stockage sur Ahuahu ne présentent pas de regroupement spatial, avec des schémas de mobilité saisonnière observés près des cours d'eau et du port de Huruhi, s'alignant sur les récits historiques.
La distribution des ressources a influencé les modes de peuplement, avec une horticulture intense observée autour des cônes volcaniques,. Contrairement à Motutapu, Ahuahu présente un peuplement hétérogène en raison de caractéristiques environnementales variées,. Les sols du groupe de Coromandel et les blocs de pierre ont influencé l'emplacement des établissements et la visibilité des caractéristiques. L'accès stratégique à la côte et la défense des ressources sont indiqués par l'emplacement des pā.
Les pā avaient des fonctions variées et ont connu plusieurs phases d'occupation, ce qui suggère une centralisation sociopolitique en cas de pressions extérieures,,. L'analyse multiscalaire révèle des schémas palimpsestes d'utilisation des terres, suggérant des fluctuations saisonnières et interannuelles de la population influencées par des facteurs écologiques et sociaux. En résumé, le paysage archéologique d'Ahuahu reflète une activité horticole extensive, une occupation saisonnière et des schémas d'implantation stratégique influencés par la distribution des ressources et les dynamiques sociopolitiques.